# جوي واطسون
جوي واطسون (بالإنجليزية: Joy Watson)‏ هي كاتبة للأطفال وطبيبة أسنان وكاتِبة نيوزيلندية، ولدت في 1938.